# Relaciones Afganistán-Israel
Las relaciones afgano-israelíes son hoy oficialmente inexistentes, ya que no hay intercambios diplomáticos entre los dos estados.

## Historia
Durante la década de 1980, Israel fue el primer país en condenar la invasión soviética de Afganistán. Israel proporcionó armamento y entrenamiento a las fuerzas muyahidines que luchaban contra el gobierno afgano respaldado por los soviéticos. Miles de combatientes muyahidines, particularmente de la facción Hezb-e Islami de Gulbuddin Hekmatyar, fueron entrenados por instructores israelíes. El jefe de la agencia ISI de Pakistán, Akhtar Abdur Rahman, aparentemente permitió a los entrenadores israelíes entrar en su país.
En una entrevista realizada en 2005 en Kabul con un periodista del diario israelí Yediot Ahronoth, el presidente afgano Hamid Karzai insinuó el deseo de establecer vínculos formales con Israel. Cuando "haya progreso [en el proceso de paz en Medio Oriente], y los palestinos empiecen a tener un estado propio, Afganistán se alegrará de tener relaciones completas con Israel", dijo. Él reveló que él había encontrado a Shimon Peres varias veces, y lo llamó un "hombre querido, un guerrero verdadero para la paz."